# Miha Gale
Miha Gale (* 29. Januar 1977 in Ljubljana) ist ein ehemaliger slowenischer Freestyle-Skier. Er war auf die Disziplin Aerials (Springen) spezialisiert.

## Werdegang
Gale startete im Dezember 1994 in Piancavallo erstmals im Freestyle-Skiing-Weltcup, wobei er den 21. Platz errang und nahm bis 2007 an 69 Weltcups teil. Dabei erreichte er im Februar 1996 in Kirchberg mit dem neunten Platz seine einzige Podestplatzierung in dieser Wettbewerbsserie und in der Saison 1999/2000 mit dem 37. Platz im Gesamtweltcup sowie mit dem 19. Rang im Aerials-Weltcup seine besten Gesamtplatzierungen. Zudem holte er im Europacup drei Siege und sprang bei den Internationalen Jugendmeisterschaften 1996 in Châtel auf den sechsten Platz. Bei den Weltmeisterschaften 1995 in La Clusaz sowie bei den Weltmeisterschaften 1999 in Meiringen-Hasliberg kam er jeweils auf den 24. Platz, bei den Weltmeisterschaften 2001 in Whistler auf den 18. Rang und bei den Weltmeisterschaften 2003 im Deer Valley auf den 23. Platz. Außerdem belegte er bei den Olympischen Winterspielen 1998 in Nagano den 22. Platz und bei den Olympischen Winterspielen 2002 in Salt Lake City den 17. Rang.

## Erfolge

### Olympische Spiele
- 1998 Nagano: 22. Platz Aerials
- 2002 Salt Lake City: 17. Platz Aerials

### Weltmeisterschaften
- 1995 La Clusaz: 24. Platz Aerials
- 1999 Meiringen-Hasliberg: 24. Platz Aerials
- 2001 Whistler: 18. Platz Aerials
- 2003 Deer Valley: 23. Platz Aerials

### Weltcupwertungen
Gale nahm an 69 Weltcups teil und erreichte eine Top-Zehn-Platzierung.
| Saison    | Gesamt | Gesamt | Aerials | Aerials |
| Saison    | Platz  | Punkte | Platz   | Punkte  |
| --------- | ------ | ------ | ------- | ------- |
| 1994/95   | 2      | 122.   | 20      | 45.     |
| 1995/96   | 22     | 69.    | 196     | 27.     |
| 1996/97   | 17     | 86.    | 136     | 30.     |
| 1997/98   | 17     | 86.    | 100     | 31.     |
| 1998/99   | 28     | 48.    | 84      | 23.     |
| 1999/2000 | 39     | 37.    | 156     | 19.     |
| 2000/01   | 27     | 53.    | 108     | 26.     |
| 2001/02   | 42     | 41.    | 168     | 23.     |
| 2002/03   | 25     | 76.    | 152     | 29.     |
| 2003/04   | –      | –      | 6       | 50.     |
| 2004/05   | 1      | 153.   | 12      | 45.     |
| 2005/06   | 3      | 140.   | 38      | 41.     |
| 2006/07   | 2      | 135.   | 10      | 40.     |